# Weinberg und Giebel bei Elm

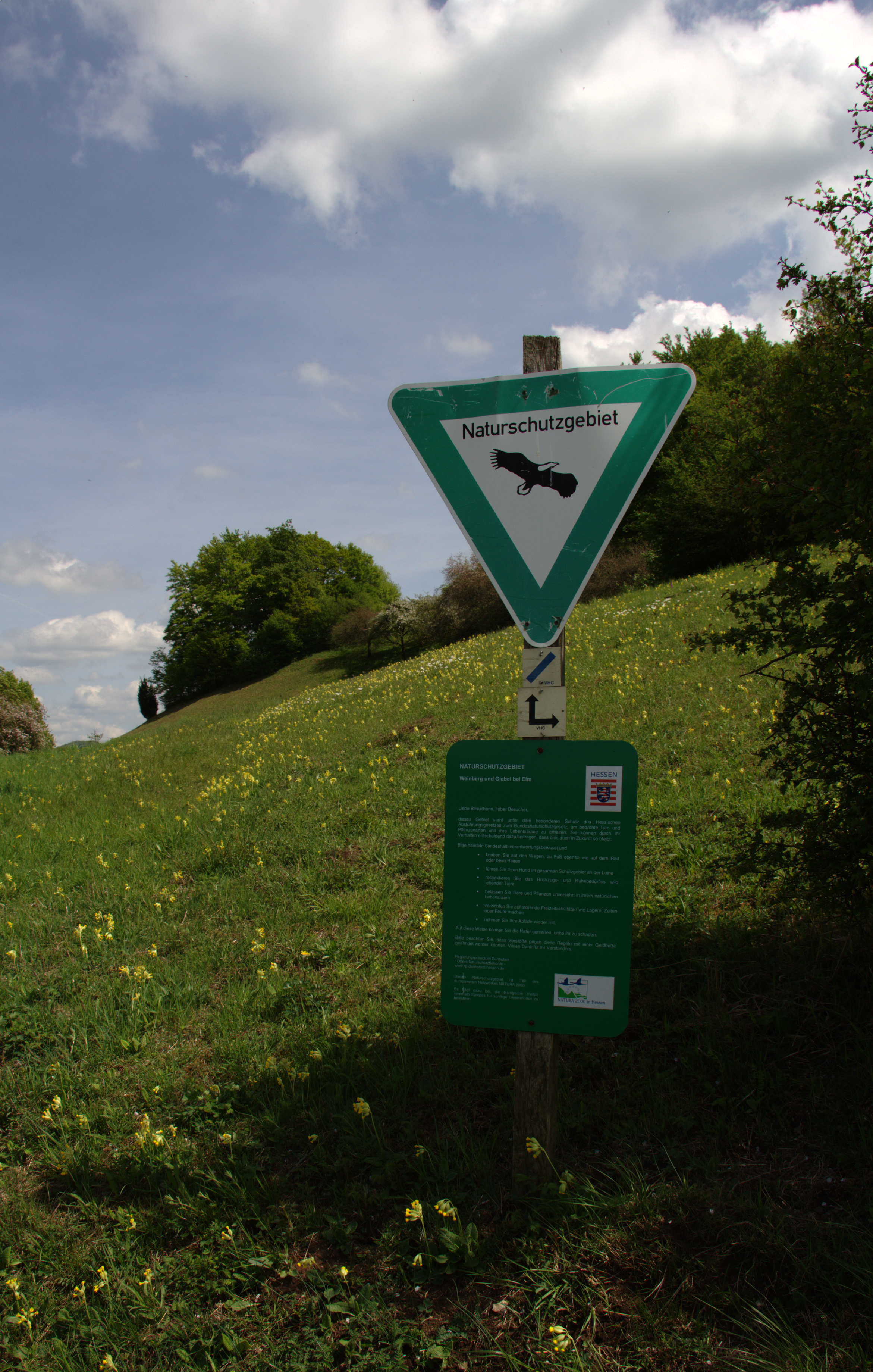
Naturschutzgebiet Weinberg und Giebel bei Elm

Weinberg und Giebel bei Elm ist ein Naturschutzgebiet auf dem Gebiet der Stadt Schlüchtern im Main-Kinzig-Kreis in Hessen. Das Naturschutzgebiet liegt nordwestlich von Elm, einem Stadtteil von Schlüchtern, nördlich der Landesstraße L 3329 und des Elmbaches.

## Bedeutung
Das 21,22 ha große Gebiet mit der Kennung 1435087 ist seit dem Jahr 1999 als Naturschutzgebiet ausgewiesen.